# Пузырчатка обыкновенная
Пузырча́тка обыкнове́нная (Utriculária vulgáris) — водное растение, вид рода Пузырчатка (Utricularia) семейства Пузырчатковые (Lentibulariaceae).

## Ботаническое описание

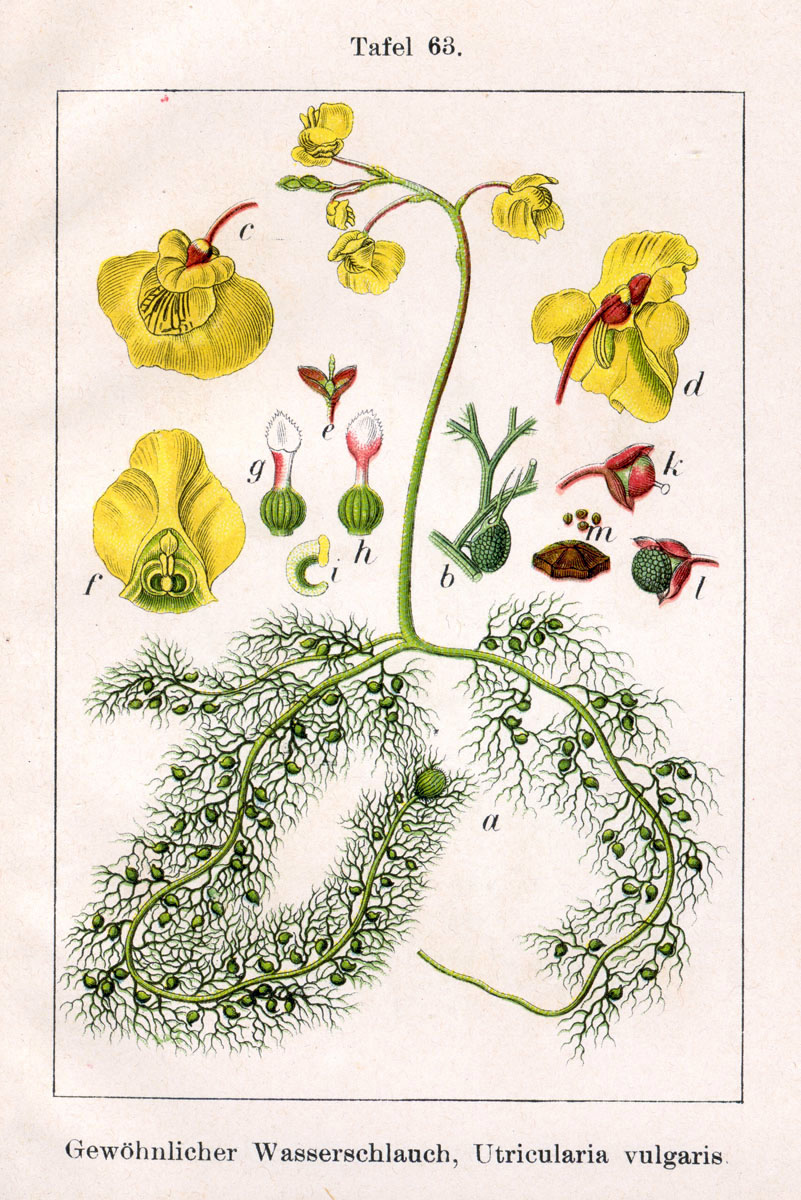

Листья тонко рассечены на узкие доли, на которых расположены маленькие овальные ловчие пузырьки с воздухом.
Ловит мелких насекомых, ракообразных, водоросли (например, вольвокс).
Цветёт с июня по сентябрь. Цветоносы длиной 15—30 см, на них — крупные ярко-жёлтые цветки в рыхлой малоцветковой кисти.
Свободно плавает в медленно текущих или стоячих водах канав, прудов, болот.
Размножение преимущественно вегетативное.

## Значение и применение
Летом поедается европейским лосём (Alces alces Linnaeus).

## Охранный статус
Пузырчатка обыкновенная включена в Красные книги ряда регионов России (Белгородская и Ульяновская области, Республика Калмыкия, Ставропольский край, Чувашии) и Украины (Закарпатская, Полтавская, Тернопольская, Харьковская и Черновицкая области), а также Туркменистана.

## Классификация

### Таксономическое положение
- Utricularia vulgaris L., 1753, Sp. Pl. : 18

Вид Пузырчатка обыкновенная относится к роду Пузырчатка (Utricularia) семейства Пузырчатковые (Lentibulariaceae) порядка Ясноткоцветные (Lamiales), который включается в кладу Ламииды, последовательно входящую в более крупные клады Астериды -> Суперастериды -> Эвдикоты -> Цветковые растения. Таксономическая схема в соответствии с Системой APG IV по состоянию на декабрь 2023 года:
|  |                          |  |                                   |                                   |                         |  | еще 23 семейства | еще 23 семейства |                             |  |  |  | еще 270 подтвержденных видов и 23 таксона, ожидающих подтверждения |
|  |                          |  |                                   |                                   |                         |  | еще 23 семейства | еще 23 семейства |                             |  |  |  | еще 270 подтвержденных видов и 23 таксона, ожидающих подтверждения |
|  |                          |  |                                   | порядок Ясноткоцветные            |                         |  |                  |                  | род Пузырчатка              |  |  |  |                                                                    |
|  |                          |  |                                   | порядок Ясноткоцветные            |                         |  |                  |                  | род Пузырчатка              |  |  |  |                                                                    |
|  | клада Цветковые растения |  |                                   |                                   | семейство Пузырчатковые |  |                  |                  | вид Пузырчатка обыкновенная |  |  |  |                                                                    |
|  | клада Цветковые растения |  |                                   |                                   | семейство Пузырчатковые |  |                  |                  |                             |  |  |  |                                                                    |
|  |                          |  | ещё 63 порядка цветковых растений | ещё 63 порядка цветковых растений |                         |  |                  | еще 2 рода       | еще 2 рода                  |  |  |  |                                                                    |
|  |                          |  |                                   | ещё 63 порядка цветковых растений |                         |  |                  |                  | еще 2 рода                  |  |  |  |                                                                    |

### Синонимы
- Lentibularia major Gilib.
- Lentibularia vulgaris (L.) Moench
- Utricularia biseriata H.Lindb.
- Utricularia major St.-Lag.
- Utricularia officinalis Thornton
- Utricularia vulgaris f. platyloba Glück
- Utricularia vulgaris subsp. major (L.) Ehrh.
- Utricularia vulgaris subsp. minor (L.) Ehrh.
- Utricularia vulgaris subsp. vulgaris
- Utricularia vulgaris var. major L.
- Utricularia vulgaris var. minor L.
- Utricularia vulgaris var. typica J.Meister